# マレク・バコシュ
マレク・バコシュ（Marek Bakoš、1983年4月15日 - ）は、スロバキア・バンスカー・ビストリツァ県ノヴァ・バニャ出身の元プロサッカー選手。現役時代のポジションは、フォワード。

## 経歴

### クラブ
FCニトラでプロデビュー。主としてスロバキア国内のクラブでキャリアを積んだ。
2009年6月、FCヴィクトリア・プルゼニに移籍。2010–11シーズンにはクラブ史上初のリーグ優勝に貢献した。UEFAチャンピオンズリーグ 2011-12予選では5試合で6ゴールを挙げ、本戦出場権獲得に貢献した。グループステージのFC BATEボリソフ戦でゴールを挙げ、クラブ史上初の同大会で得点を挙げた選手となった。同カード2戦目でもゴールを挙げ、プルゼニはグループステージ3位となりUEFAヨーロッパリーグ 2011-12に回った。

### 代表
各年代でスロバキア代表に選出されており、2002年にはUEFA U-19欧州選手権に参加した。2012年2月に開催されたトルコとの親善試合でA代表初キャップ。

## タイトル
ヴィクトリア・プルゼニ
- HETリガ (5): 2010–11, 2012–13, 2014–15, 2015–16, 2017–18
- ポハール・チェスケー・ポシュスティ (1): 2009–10
- チェスケー・スーペルポハール (1): 2011

スロヴァン・リベレツ
- ポハール・チェスケー・ポシュスティ (1): 2014–15